# Zygmunt Kitowski
Zygmunt Kitowski (ur. 26 kwietnia 1947 w Czarnoszycach) – polski oficer Marynarki Wojennej w stopniu kontradmirała, inżynier elektryk okrętowy, profesor nauk technicznych, komendant – rektor Akademii Marynarki Wojennej im. Bohaterów Westerplatte w Gdyni (2003–2007).

## Życiorys
W latach 1965–1969 ukończył z pierwszą lokatą Wydział Techniczny Wyższej Szkoły Marynarki Wojennej im. Bohaterów Westerplatte w Gdyni, otrzymując tytuł zawodowy inżyniera elektryka statku morskiego. Praca dyplomowa dotyczyła badania i analizy automatycznych regulatorów prądu w okrętowych układach demagnetyzacji.
Na pierwsze stanowisko służbowe – dowódcy działu okrętowego VI elektromechanicznego na okręcie podwodnym projektu 613 (według nomenklatury NATO: typ Whiskey) – skierowano go do 1. Brygady Okrętów Podwodnych w Gdyni. W 1970 został przeniesiony do Wyższej Szkoły Marynarki Wojennej.
W 1974 uzyskał eksternistycznie tytuł magistra na Wydziale Elektrycznym Politechniki Gdańskiej, natomiast od 1975 do 1977 odbył studia doktoranckie w Akademii Marynarki Wojennej ZSRR im. Marszałka Klimienta Woroszyłowa w Leningradzie. W 1986 objął funkcję zastępcy dyrektora Instytutu Elektroniki i Elektrotechniki. W 1989 uzyskał stopień naukowy doktora habilitowanego inżyniera na Wydziale Mechanicznym Energetyki i Lotnictwa Politechniki Warszawskiej, rozprawa była zatytułowana: „Metoda projektowania systemu sterowania ruchem okrętu po zadanej trajektorii”. Następnie został pełniącym obowiązki dyrektorem Instytutu Elektroniki i Elektrotechniki, a w 1990 wyznaczono go na to stanowisko. Od tego samego roku był jednocześnie komendantem-dziekanem Wydziału Mechaniczno-Elektrycznego. W 1994 objął posadę zastępcy komendanta – prorektora Akademii Marynarki Wojennej ds. naukowych. W 1997 otrzymał tytuł naukowy profesora. Od 17 listopada 2003 do 26 kwietnia 2007 był komendantem – rektorem Akademii Marynarki Wojennej. 
Jest członkiem Polskiego Komitetu Teorii Maszyn i Mechanizmów Komitetu Budowy Maszyn Polskiej Akademii Nauk oraz Sekcji Technicznych Środków Transportu Zespołu Techniki Morskiej Komitetu Transportu Polskiej Akademii Nauk, a także Rady Naukowej Ośrodka Badawczo-Rozwojowego Centrum Techniki Morskiej w Gdyni. Jest autorem 265 publikacji, 3 monografii, 16 podręczników i 3 książek. Brał udział w 36 pracach naukowo-badawczych. Był promotorem w sześciu zakończonych przewodach doktorskich, w tym kmdr Jerzego Garusa.
W 2005 otrzymał tytuł pomorskiego „Dżentelmena Roku”. Jest członkiem zarządu Gdańskiego Towarzystwa Naukowego.

## Odznaczenia
- Krzyż Oficerski Orderu Odrodzenia Polski (2001)[4]
- Krzyż Kawalerski Orderu Odrodzenia Polski[5],
- Srebrny Krzyż Zasługi
- Złoty Medal „Siły Zbrojne w Służbie Ojczyzny”
- Srebrny Medal „Siły Zbrojne w Służbie Ojczyzny”
- Brązowy Medal „Siły Zbrojne w Służbie Ojczyzny”
- Złoty Medal „Za Zasługi dla Obronności Kraju”
- Medal Komisji Edukacji Narodowej
- Medal „Milito Pro Christo”[6]
- Order św. Marii Magdaleny II stopnia[7]